# Гарум

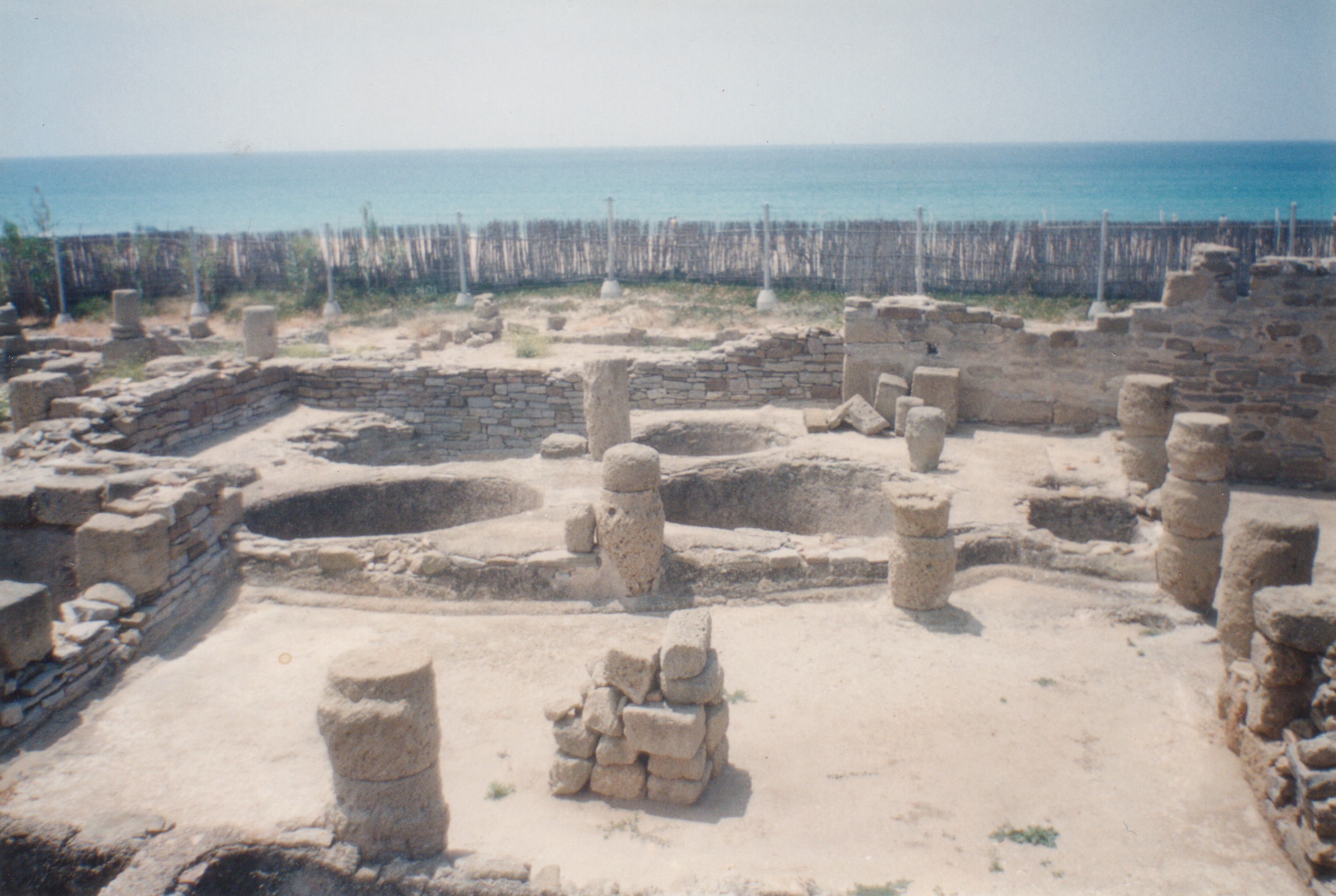
Древнеримская «фабрика» по изготовлению гарума (Баэло-Клаудия близ Тарифы)

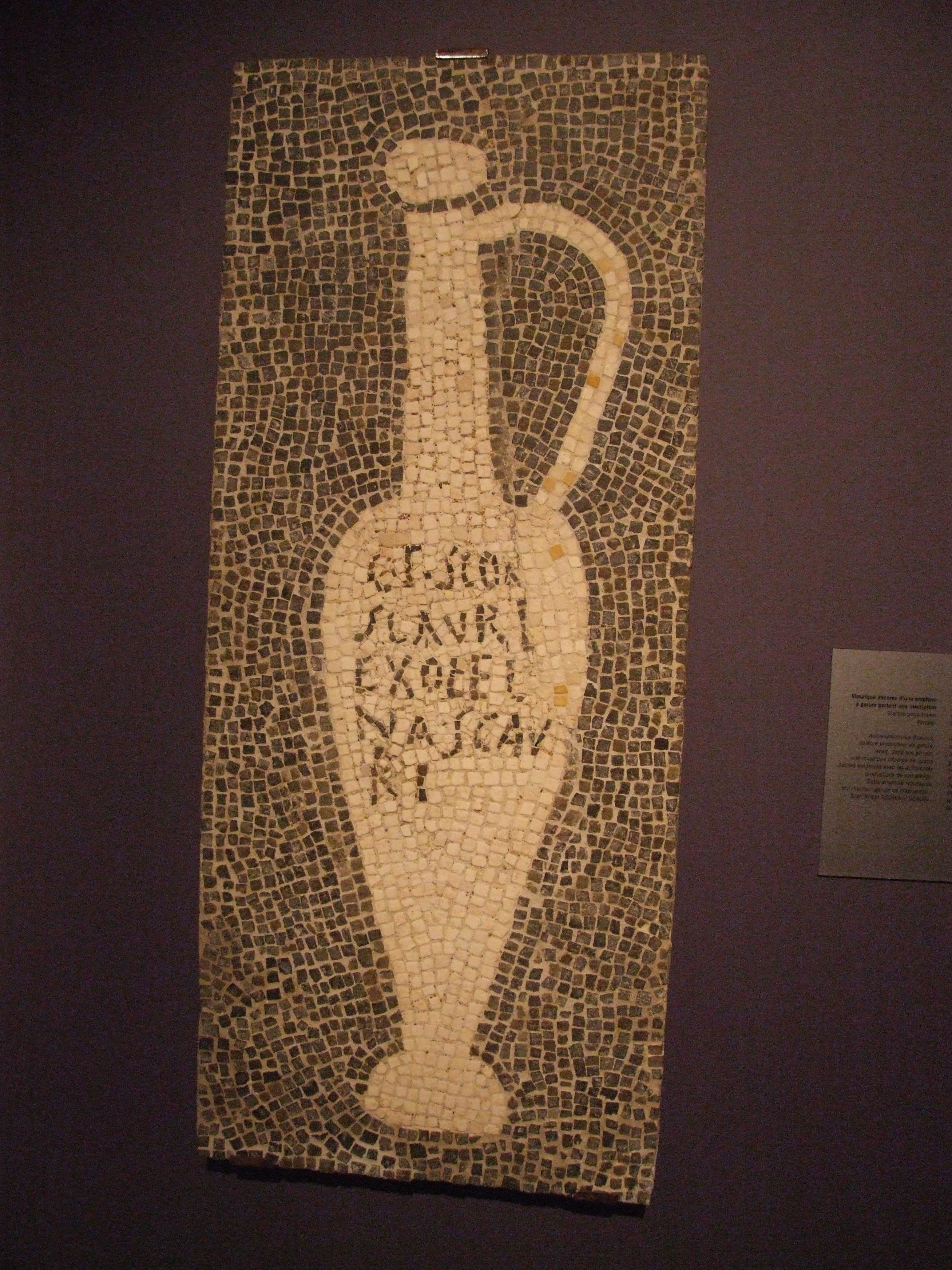
Мозаика, изображающая сосуд с лучшим из четырёх сортов гарума — G(ari) F(los) SCAM(bri) SCAURI (Помпеи, вилла крупного торговца гарумом)

Гарум (лат. garum; также liquamen) — рыбный соус в древнеримской кухне, бывший популярным среди всех сословий Рима. Название соуса произошло от греческого слова γάρος (гарос), обозначающего один из видов рыб. Согласно поваренной книге Апиция IV века н. э., гарум входил в состав большинства рецептов (Апиций употребляет второе название соуса — liquamen, которое означает «жидкость»). Также встречался в кухне Древней Греции, Карфагена и Византии.

## Приготовление
Гарум готовился из крови и внутренностей рыбы путём ферментации. Из-за сильного специфического запаха приготовление гарума в городах было запрещено. Его готовили в прибрежных районах на специальных заводах — цетариях. Рыбаки сортировали улов, отдельно выставляя различные виды рыбы и её части, чтобы производители соуса сами могли выбирать необходимые ингредиенты. Чаще всего использовались анчоусы (хамса), тунец, скумбрия и европейская сардина, иногда — моллюски в сочетании с ароматическими травами. Ферментация проводилась в больших каменных ваннах под действием солнца в течение 2—3 месяцев. Соусом гарум являлась прозрачная жидкость, которая образовывалась на поверхности рыбной субстанции. В соус также добавлялись уксус, соль и оливковое масло, перец или вино, и употреблялся он как приправа к различным блюдам. Также в пищу использовались остатки ферментированной рыбы на дне ванн как более дешёвый соус под названием аллек и рассол от производства гарума — мурия.
Готовый соус запечатывался в маленькие глиняные сосуды и в таком виде поставлялся в римские провинции. В некоторых регионах гарум полностью заменял поварам соль.
Одним из основных поставщиков гарума в Римской империи был город Ликсус.
Похожий рецепт приготовления рыбного и устричного соусов существует в наши дни у народов Юго-Восточной Азии. Также имеется сходство с популярным с XIX века вустерским соусом. Вустерширский соус — пикантный соус на основе ферментированных анчоусов и других ингредиентов. Кетчуп, первоначально пикантный рыбный соус, не содержащий ни сахара, ни помидоров, разделял свои основные ингредиенты, кулинарные функции и популярность с гарумом.

## Мнение
Отношение римской аристократии к соусу было неоднозначным. Так, знаменитый римский философ Сенека отзывался о гаруме иронически, называя его «драгоценной сукровицей протухших рыб». В то же время Целий Аврелиан и Плиний Старший считали его полезным для пищеварения. Знаменитый медик Гален упоминает гарум в своих сочинениях более тридцати раз.
Биолог-антрополог Пирс Митчелл предполагает, что гарум был одним из источников массовых заболеваний древних римлян кишечными паразитами-гельминтами, такими как широкий лентец.

## Использование в медицине
Гарум также считался лекарственным средством и применялся для лечения болезней желудка, диареи, дизентерии, защемления седалищного нерва, гниющих язв, кожных заболеваний (проказы, сыпи, лишая), а также укусов собак и крокодилов. Кроме того, соус помогал создать необходимую консистенцию лекарства и ограничивать негативные свойства других его компонентов. 
Гален описывал примеры сочетания соуса с различными продуктами, благодаря чему некоторые блюда приобретали слабительный эффект. Диоскорид предлагал полоскать рот гарумом из внутренностей рыбы смариды для лечения язв во рту. Целий Аврелиан советовал лечить запоры при помощи клизмы с гарумом из внутренностей сомов. Плиний Старший рекомендовал есть улиток с гарумом для улучшения пищеварения, при этом количество улиток должно быть нечётным. Марцелл Эмпирик для очищения организма и лечения желтухи готовил лекарство из гарума, имбиря, петрушки, смолоносицы и вьюнка. Похожие рецепты приводит и Аэций, советуя смешивать гарум с водой, вином или уксусом.
Соус использовали и для лечения животных. Гарум вводили через нос кобыле, страдающей от внезапного истощения, что приводило к выходу мокроты через ноздри. Смоченными гарумом и маслом капустными стеблями лечили лихорадку у коров, а лучшими сортами соуса — шпат у мулов.
При этом некоторые медики не признавали пользу гарума и считали, что он содержит плохие соки и негативно влияет на желудок. Так, врач Авл Корнелий Цельс считал соус вредным для организма.

## Наследие
Гарум по-прежнему представляет интерес для историков кулинарии и шеф-поваров. Его вновь используют в современном приготовлении пищи. В Кадисе, Испания, в 2017 году один шеф-повар использовал его ароматы для рецепта рыбного салата после того, как испанские археологи нашли следы гарума в амфоре, найденные в руинах Помпеи, датируемые 79 годом нашей эры. В 2019 году у берегов Мальорки обнаружили 12-и метровый остов затонувшего (IV век нашей эры) судна с амфорами, где нашли гарум.
Считается, что гарум является предком ферментированного соуса анчоусы colatura di alici, который до сих пор производится в Кампании, Италия, а также ферментированные анчоусы и сардинская паста писсала в регионе Ницца, Франция.